# Лібретологія
Лібретоло́гія — наука про словесний компонент музичного твору. Почала оформлятися в 1970–80-і роки на стику музикознавства та літературознавства.
Спеціальну увагу лібрето як значимого елементу опери вперше, мабуть, приділив американський музикознавець Патрік Джон Сміт, який опублікував в 1970 р. книгу «Десята муза: Історичний нарис оперного лібрето» (англ. The Tenth Muse, a Historical Study of the Opera Libretto). У німецькій традиції значним кроком у вивченні лібрето став збірник праць «Опера як текст: Вивчення лібрето у рамках романістики» (нім. Oper als Text: Romanistische Beiträge zur Libretto-Forschung; 1986), підготовлений професором Бамбергского університету Альбертом Гіром. У СРСР «гостро поставив питання про нагальну необхідність вивчення оперних сценаріїв (а також виробленню спеціальної теорії „лібретології“)» харківський музикознавець Григорій Ганзбург, який надав терміну «лібрето» розширювального характеру: згідно з Ганзбургом, як лібрето слід розглядати «будь-який літературний (словесний) текст, який, вступаючи у взаємодію з музикою, утворює синтетичний твір», тобто не тільки сценарій опери, оперети або балету, але й вербальний елемент пісні, романсу, хору, мелодекламації і т. п.
У 2000 році у Відні відкрився Інститут Да Понте (нім. Da Ponte Institut, на ім'я видатного лібретиста Лоренцо да Понте), одним з напрямків роботи якого оголошено лібретологія — правда, переважно на матеріалі опери XVII–XVIII століть.